# Białki (przystanek kolejowy)
Białki – przystanek kolejowy w Białkach na linii kolejowej nr 207, w województwie pomorskim.